# Bashkia e Ballshit
Bashkia e Ballshit är en kommun i Albanien.   Den ligger i prefekturen Qarku i Fierit, i den centrala delen av landet, 80 kilometer söder om huvudstaden Tirana.
Trakten runt Bashkia e Ballshit består till största delen av jordbruksmark.  Runt Bashkia e Ballshit är det ganska tätbefolkat, med 199 invånare per kvadratkilometer.